# NGC 4700
NGC 4700 هي مجرة تتبع كوكبة العذراء. اكتشفها ويليام هيرشل في 1786.

## روابط خارجية
- NGC 4700 على موقع ويكي سكاي: DSS2, SDSS, GALEX, IRAS, Hydrogen α, X-Ray, Astrophoto, Sky Map, Articles and images